# Lê Huyền Tông
Lê Huyền Tông (chữ Hán: 黎玄宗 1654 – 16 tháng 11 năm 1671) tên thật là Lê Duy Vũ (黎維禑), tên khác là Lê Duy Hi (黎維禧), là vị Hoàng đế thứ tám của nhà Lê Trung hưng và thứ 19 của triều Hậu Lê trong lịch sử Việt Nam.

## Lên ngôi
Việc Lê Huyền Tông lên ngôi được sách Đại Việt Sử ký Toàn thư chép như sau:
"Tháng 9 (năm Nhâm Dần, 1662), vua (tức Lê Thần Tông) nhiễm bệnh, xuống chiếu đổi niên hiệu là Vạn Khánh năm thứ nhất. Đại xá.
Bấy giờ, vua còn chưa khỏi bệnh, nên có chỉ dụ cho Thượng sư Tây Vương (tức Trịnh Tạc) rằng:
Trước đây, vì chưa có con nối dõi, cho nên mới lấy Duy Tào là người khác họ làm Thái tử. Nay, vì lo việc về sau, trên sợ anh linh của Tổ tông đang ở cõi trời, không dám khinh suất, đem ngôi lớn phó thác cho người khác họ. Vậy, hãy phế Duy Tào đi rồi cho hắn theo về với họ mẹ. Nay, con đích (thực ra là con thứ, nhưng vì anh là Lê Duy Hựu tức vua Lê Chân Tông đã mất nên con thứ được coi là con đích) là Duy Vũ đã lên 9 tuổi, đã bắt đầu trưởng thành, nhờ vương (tức Trịnh Tạc) giúp đỡ nên người để nối nghiệp lớn, giữ yên lòng thần dân.
Vương thấy việc này rất hệ trọng, bèn sai các quan văn võ vào thềm son để đợi mệnh, đồng thời, ủy cho bọn Tham tụng, Lễ bộ Thượng thư kiêm Đông các Đại học sĩ, Thiếu bảo, tước Yên Quận công là Phạm Công Trứ, cùng các quan Hữu Đô đốc kiêm Thái giám, tước Bái Quận công là Lê Viết Đăng, Hằng Quận công là Lê Đăng Tiến, vào chỗ vua nằm để đợi cố mệnh. Nhà vua khẩn khoản hiểu dụ đến hai ba lần. Y như lời dụ trước đó (với Thượng sư Tây vương Trịnh Tạc). Phạm Công Trứ đem lời vua trình lại cho vương hay. Vương và các quan tôn lập Hoàng tử Duy Vũ làm Thái tử, phế Duy Tào làm thứ dân, cho theo về với họ mẹ."
Sau khi vua Lê Thần Tông qua đời, tháng 10 năm Nhâm Dần (1662), Lê Duy Vũ, con bà Hoàng thái hậu Phạm Thị Ngọc Hậu lên ngôi vua, lấy con gái chúa Trịnh làm Hoàng hậu và tiếp tục để quyền chính do Tây vương Trịnh Tạc nắm giữ.
Ông là một vị vua yểu mệnh. Sau khi ở ngôi được 9 năm, ông mất vào ngày 15 tháng 10 năm Tân Hợi (1671), hưởng dương 17 tuổi, và không có con nối dõi.
Vua Lê Huyền Tông được an táng ở xã Xuân Phong huyện Thọ Xuân tỉnh Thanh Hóa 
Theo Việt Nam sử lược, khi mới lên ngôi, nhà vua cho thông sứ với nhà Thanh, đến đây vua Lê được phong An Nam Quốc vương thay vì An Nam Đô thống sứ như trước đây và cấm đạo Thiên chúa.

## Gia quyến
- Thân phụ: Lê Thần Tông
- Thân mẫu: Cung phi Phạm Thị Ngọc Hậu,tôn Đoan Thuần Hoàng thái hậu (段順太后).

### Hậu Phi
| STT | Danh hiệu               | Tên                | Sinh mất | Cha                      | Ghi chú |
| --- | ----------------------- | ------------------ | -------- | ------------------------ | ------- |
| 1   | Khoát Đạt Mục Hoàng hậu | Trịnh Thị Ngọc Áng |          | Tây Định vương Trịnh Tạc |         |

### Hậu Duệ
| STT | Danh hiệu       | Tên          | Sinh mất | Mẹ                                         | Ghi chú  |
| --- | --------------- | ------------ | -------- | ------------------------------------------ | -------- |
| 1   | Hoàng trưởng tử | Chưa đặt tên |          | Khoát Đạt Mục Hoàng hậu Trịnh Thị Ngọc Áng | Chết yểu |

## Niên hiệu
Trong thời gian ở ngôi, Lê Huyền Tông chỉ đặt một niên hiệu duy nhất:
- Cảnh Trị (1662-1671)